# Prihradzany
Prihradzany (em húngaro: Kisperlász) é um município da Eslováquia, situado no distrito de Revúca, na região de Banská Bystrica. Tem 4,55 km² de área e sua população em 2018 foi estimada em 76 habitantes.

## Demografia
| Ano:        | 1994 | 2004    | 2014   | 2024    |
| ----------- | ---- | ------- | ------ | ------- |
| Broj ljudi: | 98   | 79      | 84     | 66      |
| Razlika:    |      | -19,38% | +6,32% | -21,42% |

| Ano:               | 2023 | 2024   |
| ------------------ | ---- | ------ |
| Número de pessoas: | 69   | 66     |
| Diferença:         |      | -4,34% |